# Bombus affinis
Bombus affinis es una especie de himenóptero apócrito de la familia Apidae. Es una especie originaria de Norteamérica, actualmente en peligro crítico de extinción en Estados Unidos y ya extinta en Canadá.

## Descripción
La reina mide 21 a 22 mm, el macho, 13 a 17.5 mm, la obrera 11 a 16 mm. Negro, con tórax amarillo; segmentos T1 y T2 del abdomen son amarillos y hay un manchón naranja o color de herrumbre al extremo del abdomen.

## Estado de conservación
La especie está incluida en la IUCN Redlist como una especie en peligro crítico de extinción desde el año 2014. El 10 de enero de 2017 fue la primera especie silvestre de la familia Apidae en haber sido declarada en peligro de extinción en Estados Unidos.

## Taxonomía
Bombus affinis fue descrita originalmente por el entomólogo estadounidense Ezra Townsend Cresson y la descripción publicada en Proceedings of the Entomological Society of Philadelphia 2: 83-116 en 1863.